# Gabriel Pradenas
Gabriel Andrés Pradenas Sandoval (Chillán, 5 de enero de 1987) es un ingeniero comercial y político chileno, miembro de Revolución Democrática (RD). Desde el 27 de octubre de 2022 hasta el 10 de noviembre de 2023 ejerció como Delegado Presidencial de la Región de Ñuble, actuando bajo el gobierno del presidente Gabriel Boric.

## Biografía
Nacido el 5 de enero de 1987 en Chillán, es hijo de Magdalena Sandoval. Cursó sus estudios superiores en la Universidad del Bío-Bío, recibiéndose como ingeniero comercial en dicha casa de estudios. Posteriormente cursó un Magíster en Políticas Públicas en la Universidad de Chile.
Profesionalmente se desempeñó como coordinador académico del Instituto Inacap.

## Carrera política

### Candidato consejero regional y diputado
Actual militante del partido Revolución Democrática, se desempeñó como coordinador territorial de dicho partido en la región del Ñuble.  
El año 2017 fue inscrito como candidato independiente —en cupo del Partido Igualdad (PI)— a consejero regional por la extinta provincia de Ñuble, obteniendo el 1,22% de los votos, sin resultar electo.
En las elecciones parlamentarias de 2021 fue sondeado como posible candidato a diputado por el distrito N.º 19 —correspondiente a la región de Ñuble— sin embargo Revolución Democrática descartó su candidatura. En 2022 se reintegraría al partido.

### Delegado Presidencial Regional
Durante la gestión de Claudio Ferrada (RD) como Delegado Presidencial Regional de Ñuble fue nombrado jefe de Administración y Finanzas del organismo. Mantuvo el cargo hasta el 27 de octubre de 2022, cuando tras la renuncia de Ferrada como Delegado fue nombrado como titular de dicho cargo en reemplazo de este último.
El 9 de noviembre de 2023 se aceptó su renuncia al cargo de Delegado Presidencial Regional. Su renuncia se hizo efectiva el 10 de noviembre, siendo reemplazado por la Delegada Presidencial Provincial de Punilla, Rocío Hizmeri.

## Historial electoral

### Elecciones de consejeros regionales de 2017
- Elecciones de consejero regional de 2017, por la circunscripción provincial de Ñuble (Bulnes, Chillán, Chillán Viejo,Cobquecura, Coelemu, Coihueco, El Carmen,  Ninhue, Ñiquén, Pemuco, Pinto, Portezuelo, Quillón, Quirihue, Ránquil, San Carlos, San Fabián, San Ignacio, San Nicolás, Treguaco y Yungay). [6]